# Зайдельман, Феликс Рувимович
Фе́ликс Руви́мович Зайдельма́н (20 августа 1929, Одесса — 2 января 2020, Москва) — советский и российский почвовед, доктор сельскохозяйственных наук. Профессор Московского государственного университета.

## Биография
В 1951 году с отличием окончил биологическое отделение МГУ, в 1954 году с отличием окончил почвенное отделение биолого-почвенного факультета МГУ.
В 1957 году защитил кандидатскую диссертацию по теме: «Почвы Сибири, подстилаемые галечниковым аллювием и их использование в орошаемом земледелии», в 1967 году защитил докторскую диссертацию «Генезис и условия мелиорации гидроморфных почв».

## Научная и педагогическая деятельность
Зайдельман является автором фундаментальных исследований почвообразовательных процессов в условиях периодического и постоянного переувлажнения, подзоло- и глееобразования, лессиважа, сульфатредукции, осолодения, слитизации.
Автор более 400 научных работ по вопросам генезиса, гидрологии, мелиорации, экологии и использования почв, в том числе 20 монографий. Автор 15 научно-практических рекомендаций, внедрённых в производство; трёх обзорных почвенно-мелиоративных карт Нечернозёмной зоны России (М 1:1500000). Автор учебника «Мелиорация почв» (3-е издание опубликовано в серии «Классический университетский учебник»). Соавтор проекта классификации почв «World Reference Base of Soil Science» (1994).
Читал курсы лекций «Мелиорация почв» и «Генезис и экологические основы мелиорации почв и ландшафтов». Руководитель и консультант 24 кандидатских и 6 докторских диссертаций.

## Награды и звания
Заслуженный деятель науки Российской Федерации (1999), лауреат Государственной премии Российской Федерации в области науки и техники (2001), трёх премий им. В. Р. Вильямса, премий им. М. В. Ломоносова за научную и педагогическую деятельность. Награждён золотой медалью ВДНХ (1988), серебряной медалью имени П. Л. Капицы «Автору научного открытия», медалью «За доблестный труд» (1967), орденом Дружбы (2004). Почётный член Докучаевского общества почвоведов. Удостоен звания «Заслуженный профессор Московского университета» (1994), знака Госкомобразования СССР «За отличные успехи в работе» (1989), премий Минвуза и Госкомобразования СССР «За лучшую научную работу» (1979, 1988).
Член редколлегий журналов «Почвоведение», «Вестник Московского университета» серия «Почвоведение» и «Archives of agronomy and soil science» (Германия).

## Монографии
- «Почвы Сибири, подстилаемые галечником и их использование в орошаемом земледелии» (1965),
- «Подзоло- и глееобразование» (1974),
- «Режим и условия мелиорации заболоченных почв» (1975),
- «Гидрологический режим почв Нечернозёмной зоны» (1985),
- «Эколого-гидрологические основы глубокого мелиоративного рыхления почв» (1987),
- «Эколого-мелиоративное почвоведение гумидных ландшафтов» (1991),
- «Естественное и антропогенное переувлажнение почв» (1992),
- «Глееобразование и его роль в формировании почв» (1998),
- «Почвы мочарных ландшафтов» (1998),
- «Генезис и диагностическое значение новообразований почв лесной и лесостепной зон» (2000),
- «Пирогенная и гидротермическая деградация торфяных почв» (2003).